# Gymnelia peculiaris
Gymnelia peculiaris är en fjärilsart som beskrevs av Rothschild 1931. Gymnelia peculiaris ingår i släktet Gymnelia och familjen björnspinnare. Inga underarter finns listade i Catalogue of Life.